# Mega Man (série télévisée d'animation, 2018)
Pour les articles homonymes, voir Mega Man (homonymie).
Mega Man est une série télévisée d'animation américano-japonaise-canadienne basée sur la série de jeux vidéo japonaise du même nom de Capcom, développée par Man of Action Studios et produite par Dentsu Entertainment USA, DHX Media et Film Roman pour la chaine Cartoon Network. La série sera basée sur la série originale, plutôt que sur les autres variantes de la franchise de jeux vidéo tels que Mega Man X ou Mega Man Battle Network. Elle devrait être diffusé sur Cartoon Network aux États-Unis en 2018.  C'est la deuxième série télévisée adaptation de Mega Man diffusée sur cette chaine, à la suite de la brève série Mega Man Star Force de 2007.

## Contexte
Aki Light est un pré-adolescent qui doit protéger sa ville, Silicon City, de divers méchants comme Mega Man tout en équilibrant sa vie de garçon de robot ordinaire qui fréquente l'école. Il est aidé par d'autres personnages tels que Rush the dog et Mega Mini,.

## Développement
Le 2 juin 2015, Capcom s'associe à Dentsu Entertainment USA pour créer une série télévisée animée de vingt-six épisodes de la franchise phare de jeux vidéo Mega Man, après 20 ans d'existence de la série animée 1994 éponyme également basé sur cette franchise. Selon les termes de l'accord, Dentsu Entertainment détient des droits de diffusion et de licence dans le monde entier pour tous les aspects de la nouvelle série télévisée Mega Man et les scénaristes américains de  Man of Action Studios (Joe Casey, Joe Kelly, Duncan Rouleau et Steven T. Seagle) de Ben 10 et Generator Rex, créent, écrivent et produisent la série,,.
À la Long Beach Comic Con de 2015, Duncan Rouleau donne plus de détails sur la combinaison des apports tirés du jeu et des éléments nouveaux amenés à l'univers de la franchise, comme le histoire de certains personnages étant différents avec « quelques surprises ». De nouveaux méchants d'envergure majeure et mineure, autres que Dr Wily et les Robot Masters, sont inclus, ainsi que des easter eggs à l'attention des fans, en concentrant toujours la série sur l'attraction d'un nouveau public. Man of Action précise également que le travail s'effectue en étroite collaboration avec Dentsu Entertainment et Capcom, essayant d'écrire des histoires qui plaira plus au public occidental. Man of Action confirme également que le style artistique est beaucoup plus proche de la façon dont les personnages apparaissent dans les jeux et les artworks officiel de Capcom, plutôt que dans le style du dessin animé de 1994, comme l'a précisé Rouleau sur l'apparence visuelle de Mega Man lui-même.
Le 3 avril 2017, Dentsu Entertainment et DHX Media annoncent que la sortie de la série est reportée en 2018 et sera présentée en première sur Cartoon Network aux États-Unis et Family Chrgd au Canada. La série sera animée par DHX Studios Vancouver,. Le 24 mai 2017, Jakks Pacific signe pour produire des jouets dérivés de la série.

## Doublage
| Personnage       | Voix originale   | Voix française     |
| ---------------- | ---------------- | ------------------ |
| Mega Man         | Vincent Tong     | Christophe Lemoine |
| Mega Mini        | Ryan Beil        | Patrice Dozier     |
| Suna Light       | Caitlyn Bairstow | Sybille Tureau     |
| Cátherine Rebeló | Tress MacNeille  |                    |